# Wilga zielonogłowa
Wilga zielonogłowa (Oriolus chlorocephalus) – gatunek średniej wielkości ptaka z rodziny wilgowatych (Oriolidae), występujący we wschodniej Afryce. Nie jest zagrożony wyginięciem.

## Systematyka
Wyróżniono trzy podgatunki O. chlorocephalus:
- O. chlorocephalus amani – południowo-wschodnia Kenia i wschodnia Tanzania
- O. chlorocephalus chlorocephalus – Malawi i środkowy Mozambik
- O. chlorocephalus speculifer – południowy Mozambik

## Występowanie
Wilga zielonogłowa występuje we wschodniej Afryce (Kenia, Malawi, Mozambik, Tanzania). Jej środowiskiem naturalnym są lasy strefy międzyzwrotnikowej (lasy suche i lasy mgliste).

## Cechy gatunku
Długość ciała wynosi około 24 cm, ptak waży przeciętnie 65 g. Głowa, grzbiet i klatka piersiowa wilgi zielonogłowej są oliwkowozielone, brzuch żółty, dziób i oczy czerwonobrązowe, a nogi niebieskie.

## Lęgi
Gniazdo zbudowane z traw i kory zawieszone jest w koronie drzewa na wysokości około 10 metrów między gałęziami i z dala od pnia, co pomaga w ochronie przed drapieżnikami. Samica znosi zazwyczaj 2–3 jaja, okres inkubacji trwa przeciętnie 17 dni, pisklęta pozostają w gnieździe przez około 15–17 dni.

## Pożywienie
Głównie owady (szarańcze, mrówki, motyle, osy, pszczoły), a także owoce. Wilga zielonogłowa pożywienia szuka najczęściej na ziemi lub w niskich partiach lasu.

## Status
IUCN uznaje wilgę zielonogłową za gatunek najmniejszej troski (LC, Least Concern) nieprzerwanie od 1988 roku. Liczebność populacji nie została oszacowana, ale ptak ten opisywany jest jako lokalnie dość pospolity do rzadkiego w Kenii, pospolity w Tanzanii. Trend liczebności populacji uznawany jest za spadkowy.